# 景昌 (知县)
景昌，满洲人，是一名清朝政治人物。
景昌曾于1837年接替成锡庆任奉贤县知县一职，1838年由杨孙芝接任。